# 原町 (粕屋町)
原町（はるまち）は、福岡県糟屋郡粕屋町の町名。大字原町と原町一丁目から五丁目が設置されている。2024年（令和6年）1月31日現在の人口は3,963人。郵便番号は811-2307。

## 地理
粕屋町中西部に位置する。北に長者原西、東に若宮、南東に花ヶ浦、南から南西に仲原、西に阿恵と接する。

## 歴史
1889年（明治22年）の町村制施行時に糟屋郡仲原村が成立。1957年（昭和32年）3月31日に仲原村は糟屋郡大川村と合併して糟屋郡粕屋町の一部となる。

### 町域の変遷
| 住居表示実施後           | 実施年月日         | 住居表示実施前 |
| ------------------------ | ------------------ | -------------- |
| 原町一丁目から原町五丁目 | 2008年（平成20年） | 大字原町の一部 |

## 施設
- 阿恵大池公園

## 交通

### 道路
県道
- 福岡県道545号伊賀仲原線
- 福岡県道607号福岡篠栗線

### 鉄道
- JR福北ゆたか線原町駅

### バス
西鉄バス
- 県道607号沿いにバス停がある。